# Pilos Puntos
Pilos Puntos war eine Pop/Rock-Band aus Wuppertal-Ronsdorf. Sie wurde 2003 aufgelöst.

## Geschichte
Gegründet wurde sie 1986 vom Lehrer Kalle Waldinger, der auch das Ronsdorfer-Rockprojekt ins Leben rief. Damals hieß die Band noch Bonbon Blue. Sie wurde einige Monate später in Pünktchen Pünktchen umbenannt.
Anfangs traten sie auf dem jährlich stattfindenden Schüler-Rockfestival auf. Sie waren schon in jungen Jahren weltweit mit dem Goethe-Institut unterwegs und hatten zahlreiche Auftritte, auch im Fernsehen. Fernsehauftritte waren unter anderem in der Oma-Opa-Mama-Papa-Guck-Mal-Show (Rudi Carrell), im ZDF-Fernsehgarten und bei Geld oder Liebe (Jürgen von der Lippe).
Zu Beginn wurden Kassetten und Vinyl-Singles selbst vertrieben, heute haben sie eine Plattenfirma gefunden.

## Mitglieder (ab 1990)
Martina Flüs (Gesang)
Marc Heidermann (Keyboard, Gesang)
Axel Sardemann (Bass)
Christian Buddrus (Gitarre)
Klaus Laarmann (Gitarre)
Marcel Kowalewski (Schlagzeug)

## Mitglieder (bis 1990)
Martina Flüs (Gesang)
Marc Heidermann (Keyboard, Gesang)
Axel Sardemann (Bass)
Uwe Janotta (Lead-Gitarre)
Kai Janotta (Keyboard)
Klaus Laarmann (Gitarre)
Marcel Kowalewski (Schlagzeug)
Daniel Gilbert (Gitarre, Bass, Gründungsmitglied von Bonbon Blue/Pünktchen Pünktchen)

## Diskografie
- 1987: Stracciatella / Süsse Sachen (Vinyl-Single)
- 1988: Wir starten / Jenseits der Sonne
- 1989: Der Tiger / Meeresstille
- 1991: Knallteufel – Kids rocken für Kids (Sampler)
- 1992: Wir rocken deutsch (Kassette)
- 1993: Pünktchen Pünktchen (erschien in Korea)
- 1994: Türme aus Kristall
- 1995: Unter Vulkanen (CD Single)
- 1996: Der Mann auf dem Turm
- 1997: Weltreise – Pilos Puntos
- 1999: pilos:puntos

## Dies und Das
Martina Flüs hat eine koreanische Mutter. Bei einem Auftritt der Band in Korea hat sie einen Song in Koreanisch gesungen.
Seit den 1990ern werden einige Lieder der Pilos:Puntos als Unterrichtsmittel im Deutschunterricht als Fremdsprache verwendet, was auf der Webseite erwähnt ist.
Martina Flüs lebt heute in Amsterdam, Uwe und Kai Janotta leben heute in der Schweiz.